# فقرة (لغة)
الفِقْرَةُ في اللغة اسم لكل حلي يصاغ على هيئة فقار الظهر. ثم استعير لأجود بيت في القصيدة، تشبيها له بالحلي. ثم استعير لكل جملة مختارة من الكلام، تشبيها لها بأجود بيت في القصيدة.
الفقرة في اللغة الإنجليزية تسمى (paragraph) (من اليونانية القديمة paragraphos παράγραφος، بمعنى «الكتابة بجانب» أو «مكتوبة بجانب») هي وحدة قائمة بذاتها من الخطاب في الكتابة تُعنى بنقطة محددة أو فكرة خاصة. وتتكون الفقرة من واحد أو أكثر من الجمل. عادة ما تكون الفقرات جزءًا متوقعًا من الكتابة الرسمية، وتستخدم لتنظيم عبارات النثر الطويلة.

## التاريخ
أقدم الكتابة اليونانية واللاتينية الكلاسيكية كان بها مساحة ضئيلة أو معدومة بين الكلمات، ويمكن كتابتها في بوستستروفون (اتجاهات متبادلة). بمرور الوقت أصبح اتجاه النص (من اليسار إلى اليمين) قياسيًا، وأصبحت فواصل الكلمات وعلامات الترقيم الطرفية شائعة. كانت الطريقة الأولى لتقسيم الجمل إلى مجموعات هي الفقرة الأصلية، على غرار الشرطة السفلية في بداية المجموعة الجديدة. تطورت الفقرات اليونانية لتصبح الرمز (¶)، حيث يمكن رؤيتها في المخطوطات الإنجليزية في العصور الوسطى في النص بين الجمل. ورقة hedera (على سبيل المثال ☙) استخدمت أيضًا بنفس الطريقة.

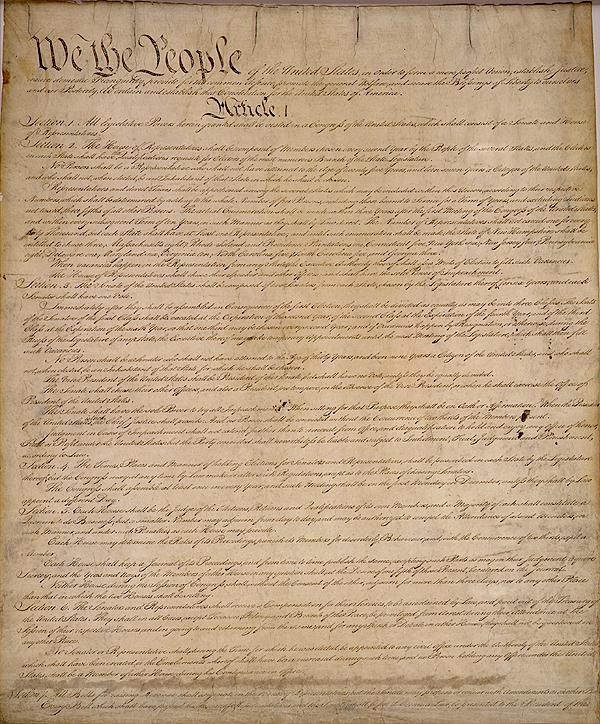
الفقرات البادئة الموضحة في دستور الولايات المتحدة

في المخطوطات القديمة، كانت هناك وسيلة أخرى لتقسيم الجمل إلى فقرات هي فاصل أسطر (سطر جديد) متبوعًا بعلامة أولية في بداية الفقرة التالية. الحرف الأول هو حرف كبير للغاية، تجاوز في بعض الأحيان خارج هامش النص. يمكن رؤية هذا الأسلوب على سبيل المثال في مخطوطة إنجليزية قديمة من بيوولف. لا تزال تستخدم outdenting في الطباعة باللغة الإنجليزية، وإن لم يكن شائعًا. تشير الطباعة الإنجليزية الحديثة عادة إلى فقرة جديدة عن طريق وضع مسافة بادئة للسطر الأول. يمكن رؤية هذا النمط في دستور الولايات المتحدة (المكتوب بخط اليد) من عام 1787. للتزيين الإضافي، يمكن إضافة ورقة hedera أو رمز آخر إلى مسافة بيضاء بين الفقرات، أو وضعها في مسافة بادئة.
الأسلوب الثاني الشائع في اللغة الإنجليزية الحديثة هو عدم استخدام المسافة البادئة، ولكن إضافة مسافة بيضاء رأسية لإنشاء «فقرات كتلة». على الآلة الكاتبة، ينتج عن إرجاع حرف مزدوج سطر فارغ.

## في الحوسبة
في معالجة النصوص والنشر المكتبي، يستخدم زر الإرجاع (Enter) (أحيانا يسمى hard return) أو فاصل الفقرات لعمل فقرة جديدة، يمكن تمييزها عن الإرجاع البسيط (soft return) في نهاية السطر الداخلي للفقرة. يسمح هذا التمييز بإعادة التفاف النص تلقائيًا عند تحرير النص، دون فقد فواصل الفقرات. قد يطبق البرنامج مسافة رأسية بيضاء أو المسافة البادئة في فواصل الفقرات، اعتمادًا على النمط المحدد.

## الترقيم
يتم ترقيم الفقرات بشكل شائع باستخدام النظام العشري، حيث (في الكتب) يمثل الجزء الصحيح من العلامة العشرية رقم الفصل ويتم ترتيب الأجزاء الكسرية في كل فصل وفقًا للحجم. ومثال ذلك الفقرة التالية من كتاب: «يخصص الفصل 9 لسلسلة فورييه. ضمن هذا الفصل، يقدم القسم 9.6 نظرية ريمان، ويعالج القسم التالي 9.61 وظيفة مرتبطة، يتبع الفقرة 9.62 بعض خصائص تلك الوظيفة...».